# 5e Queens
Circonscription électorale provinciale du Canada
5e Queens était une circonscription électorale dans la province canadienne de l'Île-du-Prince-Édouard, qui élisait deux membres à l'Assemblée législative de l'Île-du-Prince-Édouard de 1873 à 1996. Le district était aussi connu sous le nom de Charlottetown Common jusqu'en 1939.

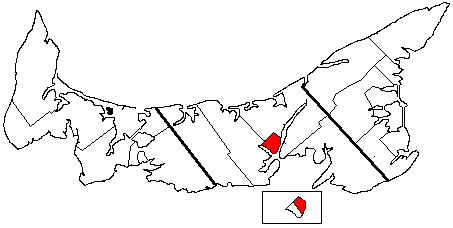
Carte démontrant la circonscription électorale de 5e Queens

Jusqu'en 1966, le district contenait toute la ville de Charlottetown. Pour l'élection générale provinciale de 1966, le district fut divisé et 5e Queens est devenu la partie est de la ville pour le restant de son existence. La partie ouest de Charlottetown est devenue le nouveau district de 6e Queens.

## Membre de l'Assemblée législative

### Deux membres de 1873 à 1893
|  | Années    | Membre            | Parti        |
|  | --------- | ----------------- | ------------ |
|  | 1873-1873 | J. C. Pope        | Conservateur |
|  | 1873-1876 | Frederick Brecken | Conservateur |
|  | 1876-1879 | Louis H. Davis    | Libéral      |
|  | 1879-1893 | Neil McLeod       | Conservateur |

|  | Années    | Membre                  | Parti        |
|  | --------- | ----------------------- | ------------ |
|  | 1873-1876 | John Theophilus Jenkins |              |
|  | 1876-1883 | George W. DeBlois       | Conservateur |
|  | 1883-1891 | Patrick Blake           | Conservateur |
|  | 1891-1893 | Dr. Jenkins             | Conservateur |

### Deux membres (député et conseiller) de 1893 à 1996

#### Député
|  | Années    | Membre               | Parti        |
|  | --------- | -------------------- | ------------ |
|  | 1893-1900 | Lemuel E. Prowse     | Libéral      |
|  | 1900-1904 | John F. Whear        | Libéral      |
|  | 1904-1912 | James Warburton      | Libéral      |
|  | 1912-1915 | William S. Stewart   | Conservateur |
|  | 1915-1919 | James Paton          | Conservateur |
|  | 1919-1923 | Edmund T. Higgs      | Conservateur |
|  | 1923-1931 | W. Chester S. McLure | Conservateur |
|  | 1931-1935 | W. Allen Stewart     | Conservateur |
|  | 1935-1939 | T. William L. Prowse | Libéral      |
|  | 1939-1943 | W. F. Allen Stewart  | Conservateur |
|  | 1943-1947 | William Prowse       | Libéral      |
|  | 1947-1951 | David L. Matheson    | Conservateur |
|  | 1951-1959 | B. Earle MacDonald   | Libéral      |
|  | 1959-1966 | J. David Stewart     | Conservateur |
|  | 1966-1975 | Gordon L. Bennett    | Libéral      |
|  | 1975-1986 | James Matthew Lee    | Conservateur |
|  | 1986-1996 | Wayne Cheverie       | Libéral      |

#### Conseiller
|  | Années    | Membre                           | Parti        |
|  | --------- | -------------------------------- | ------------ |
|  | 1893-1900 | Benjamin Rogers                  | Libéral      |
|  | 1900-1912 | George E. Hughes                 | Libéral      |
|  | 1912-1919 | Stephen R. Jenkins               | Conservateur |
|  | 1919-1923 | C. Gavan Duffy                   | Libéral      |
|  | 1923-1935 | William Joseph Parnell MacMillan | Conservateur |
|  | 1935-1939 | C. St. Clair Trainor             | Libéral      |
|  | 1939-1955 | William Joseph Parnell MacMillan | Conservateur |
|  | 1955-1959 | Alex MacIsaac                    | Libéral      |
|  | 1959-1966 | M. Alban Farmer                  | Conservateur |
|  | 1966-1970 | J. Elmer Blanchard               | Libéral      |
|  | 1970-1974 | Peter A. McNeill                 | Libéral      |
|  | 1974-1979 | George Proud                     | Libéral      |
|  | 1979-1986 | Wilfred MacDonald                | Conservateur |
|  | 1986-1996 | Tim Carroll                      | Libéral      |